# Ogomoko
Ogomoko est une localité du Cameroun située dans la Région du Sud-Ouest et le département de la Manyu. Elle est rattachée administrativement à la commune d'Eyumodjock et au canton de Kembong.

## Population
La localité comptait 302 habitants en 1953, puis 579 en 1967, principalement Ejagham. À cette date elle disposait d'une coopérative agricole (CPMS), d'une caisse populaire (Credit Union), de deux unités de séchage de cacao, d'une station expérimentale de riziculture.
Lors du recensement de 2005 on y a dénombré 634 personnes.